# Sava Georgiu
Sava Georgiu (grec: Γεώργιος Σάββα)  (Nicòsia, 22 d'octubre de 1933 - 9 d'agost de 1992) fou un futbolista xipriota de la dècada de 1950.
Fou el primer futbolista estranger a jugar professionalment a Israel. També fou el primer greco-xipriota en jugar fora del país. Pel que fa a clubs, fou jugador, entre d'altres, de APOEL, Bristol City i Maccabi Haifa FC.